# Laphria gilva
Laphria gilva es una especie de insecto díptero de la familia Asilidae. 

## Distribución
Es de distribución holártica.